# عملية سنينغ
عملية سنينغ هي عملية تبديل أذيني، تُجرَى لمعالجة تبدُّل الشرايين الكبرى. سُمِّيت باسم مخترعها جراح القلب السويدي آكي سنينغ (1915 - 2000) والذي يُعرَف أيضًا بزرعه لأول ناظمة قلبية دائمة عام 1958.

## لمحة تاريخية
طوَّر هذه العملية –أحد أشكال التحويل الأذيني- وأجراها للمرة الأولى سنينغ عام 1957 كعلاج لتبدُّل الشرايين الكبرى اليميني قبل أن تجعل تحسينات المجازة القلبية الرئوية التقنيات الجراحية الشافية ممكنة. في عيب القلب الخلقي هذا، يُنفَّذ الدوران الوريدي إلى البُطين الأيمن، لكن من هذا الجوف يُوجَّه الدم نحو الدوران الجهازي عبر الأبهر. يُعبَّر عن ذلك أيضًا بمصطلح عدم التوافق البطيني الشرياني لأن كل من البطينين يكون متصلًا بالشريان الكبير الخطأ (البطين الأيمن بالأبهر فيضخ بذلك الدم الوريدي الجهازي مرة أخرى إلى الدوران الشرياني الجهازي). وبذلك، يتميز تبدُّل الشرايين الكبرى اليميني عن تبدُّل الشرايين الكبرى اليساري والذي يوجد فيه عدم توافق أذيني بطيني وكذلك بطيني شرياني.
في غياب التحويلة، لن ينجو المريض المصاب بتبدّل الشرايين الكبرى اليميني لأنه لن يكون هناك تدفّق للدم المؤكسد (القادم من الأوردة الرئوية) إلى باقي أنحاء الجسم بعد التحويلة الطبيعية الموجودة قبل الولادة والتي تنغلق عادةً بعد عدة أسابيع من الولادة. يسبب عيب القلب الخلقي هذا ازرقاق الأطفال بسبب نقص تدفق الأكسجين عبر الدم. قبل أن تصبح هذه التقنية متاحة، طوّر جراحا القلب بلالوك وهانلون عام 1950 عملية مُلطِّفة (مخففة للأعراض فقط دون شفاء نهائي) تتضمن إجراء فتحة في الحاجز الأذيني، حيث أنه في تبدُّل الشرايين الكبرى يمنع الحاجز الأذيني الدم المؤكسد من الوصول إلى الدوران الجهازي، تؤدي هذه العملية البسيطة إلى حدوث تحسُّن في إشباع الدم الشرياني الجهازي بالأوكسجين.

## المجالات التقنية
في إصلاح سنينغ الجراحي، يجري إنشاء حاجز -أو قناة- في الأذينتين يغير اتجاه الدم غير المؤكسد القادم من الوريدين الأجوفين العلوي والسفلي إلى الصمام التاجي، ومن ثم إلى الدوران الرئوي. يُنجز ذلك من خلال إنشاء قناةٍ وريديةٍ جهازية تصل الدم غير المؤكسد من الوريدين الأجوفين العلوي والسفلي إلى الصمام التاجي. بعد هذا الترميم باستخدام سدائل من نسيج الأذينة اليمنى والحاجز بين الأذينتين، يسمح لدم الأوردة الرئوية المؤكسد أن يتدفق إلى الصمام ثلاثي الشرفات، ومن ثم إلى الدوران الجهازي. يستمر البُطين الأيسر التشريحي بضخ الدم إلى الدوران الرئوي، وسيعمل البُطين الأيمن التشريحي كمضخةٍ جهازيّة، أي أنّ عدم التوافق البطيني الشرياني يُترك بدون إصلاح. في عملية سنينغ، يُكوّن نسيج الأذينة حاجز. لا تستخدم أي مادة صنعية. من الضروري القيام بعمل معقّد من قطع وإعادة طي نسيج الأذينة الأصلي –والذي يعتبر معقدًا جدًا لدرجة أنه يشار إليه بأنه «أوريغامي (فن طي الورق)» - لبناء الحاجز الوريدي. بالطبع، كانت عملية سنينغ صعبة الإجراء ولم تُجرى على نطاق واسع.
في 1963، وصف موستارد تقنية بديلة دُعيت بإجراء موستارد، يُقطَع فيها الحاجز الأذيني، ويُكوَّن الحاجز الأذيني بوضع رِقعة وحيدة ذات شكل تشبه خرطوم الفيل مصنوعة من نسيج الشغاف. أصبحت هذه التقنية بعد ذلك العملية المعيارية لإصلاح تبدُّل الشرايين الكبرى لأنها كانت أقل تطلُّبًا من الناحية التقنيّة.